# 新井田耕造
新井田 耕造（にいだ こうぞう、1953年〈昭和28年〉3月25日 - ）は、日本のドラマー。現憂歌団ドラム担当。RCサクセションなどの活動で知られる。

## 来歴
東京都台東区浅草出身。
ミスタースリムカンパニー、杉真理などとの共演を経て、1978年にRCサクセションに加入。フォークトリオだったバンドのロックバンド化と1980年代のメジャーブレイクに貢献。『Baby a Go Go』（1990年）制作中にRCサクセションを脱退し、その後は梅津和時率いる「シャクシャイン」、「こまっちゃクレズマ」や「KIKI BAND」、ヒカシュー、ヤプーズなどで活動。
2013年12月1日、再結成した憂歌団に加入。
2016年年末に脳梗塞を患い、活動を休止するも、木村充揮、花岡献治とBlues Blossom bandとしても不定期活動中。